# Коскеи, Сэмми
Сэмми Коскеи — кенийский бегун на средние дистанции, который специализировался в беге на 800 метров. Двукратный чемпион Африки в 1984 и 1985 годах. На чемпионате мира 1983 года не смог пройти дальше предварительных забегов. Победитель мемориала Ван-Дамма 1995 года на дистанции 1000 метров с рекордом соревнований. Чемпион Кении 1981 года на дистанции 400 метров. На Играх Содружества 1982 года занял 9-е место с результатом 1.52,43.
Личный рекорд в беге на 800 метров — 1.42,28 — это 7-е место в списке самых быстрых бегунов за всю историю.
В настоящее время проживает в Капсабете.